# Oblast van de Siberische Kirgiezen
De oblast van de Siberische Kirgiezen (Russisch: Область Сибирских Киргизов, Oblast Sibirskich Kirgizov) was een oblast van het keizerrijk Rusland. De oblast bestond van 1854 tot 1868. De oblast ontstond uit het gouvernement Tobolsk en het gebied ging op in de oblast Akmolinsk. De hoofdstad was Omsk.
De naam Kirgiezen werd indertijd gebruikt voor alle Turkstalige volkeren van Zuid-Siberië, hetgeen ook het huidige Kazachstan omvatte.